# 園田寛
園田 寛（そのだ ひろし、1883年（明治16年）8月18日 - ?）は、朝鮮総督府官僚。実業家。

## 経歴
兵庫県に衆議院議員田艇吉の三男として生まれ、従兄弟園田稔の跡を継いだ。1909年（明治42年）、東京帝国大学法科大学独法科を卒業し、高等文官試験に合格した。専売局書記、拓殖局属、同書記官、文部省参事官、拓殖局調査課長、同庶務課長を務めた。その後、朝鮮総督府事務官・監察官に転じ、総督官房外事課長、同会計課長、財務局理財課長、山林部長を歴任し、1929年（昭和4年）に平安南道知事に就任した。
1931年（昭和6年）に退官した後は、横浜商工会議所理事を務めた。

## 親族
- 田艇吉 - 父。衆議院議員。
- 田昌 - 兄。大蔵次官・衆議院議員。
- 田健治郎 - 叔父。男爵。衆議院議員・貴族院議員・逓信大臣・司法大臣・農商務大臣・台湾総督・枢密顧問官。
- 山口宗義 - 妻の父。日本銀行理事